# Брацлавська прикордонна комісія
Брацлавська прикордонна комісія - інституція, через яку 2-га Малоросійська колегія здійснювала контакти з Брацлавським Воєводством Речі Посполитої. Перебувала в подвійному підпорядкуванні. В організаційних, фінансових, та питаннях комплектування штату підлягала 2-й Малоросійській колегії. Стосовно змісту контактів з польською стороною зобов'язана була регулярно звітувати Колегії закордонних справ Російської імперії. Працювала періодично, збираючись протягом року на дві каденції (сесії): січневу (з 4 січня) та липневу (з 1 липня). 

## Структура
До постійного штату входили секретар, регістратор, 4 канцеляристи, перекладач. На час сесій 2-га Малоросійська колегія додатково відряджала до комісії чотирьох військових товаришів, чотирьох значкових товаришів, двох полкових канцеляристів, двох возних для розгляду позовів з обох сторін з позивачами й відповідачами, а також загін козаків для «посилок» і вартування. Очолював Комісію полковий комісар. З 1765 року його призначала 2-га Малоросійська колегія за пропозицією Петра Румянцева. На час сесій колегія призначала ще одного тимчасового комісара.

## Вирішувані питання
До кола питань, які вирішувалися Комісія, належали: спільний з польською стороною розгляд справ з приводу наїздів польських чи російських підданих на закордонні маєтки, справи про вбивства, виготовлення і розповсюдження фальшивих грошей, порушення торговельних домовленостей. 1765 року через Комісію вирішувалися питання демаркації відповідної ділянки кордону між Росією та Польщею. Постійним і найоб’ємнішим напрямом роботи було повернення втікачів з усіх лівобережних полків на Правобережну Україну, і навпаки. 1780 року Комісія – основний канал спілкування між Лівобережною Україною та Польщею. Скасована під час 2-го поділу Польщі 1793 року.